# Caldiero
Caldiero es una localidad y comune italiana de 7.149 habitantes, ubicada en la provincia de Verona (una de las siete provincias de la región de Véneto). 
Perteneció a la República de Venecia que favoreció los baños termales de la zona. En 1805 fue anexionado al Reino de Italia. En su término municipal, durante la guerra de la Sexta Coalición, se produjo la batalla de Caldiero el 15 de noviembre de 1813, donde las tropas francesas detuvieron a las austriacas en su avance a Verona. 

## Demografía
| Gráfica de evolución demográfica de Caldiero entre 1861 y 2001 |
|                                                                |
| fuente ISTAT - elaboración gráfica a cargo de Wikipedia        |